# Kalanchoe blossfeldiana

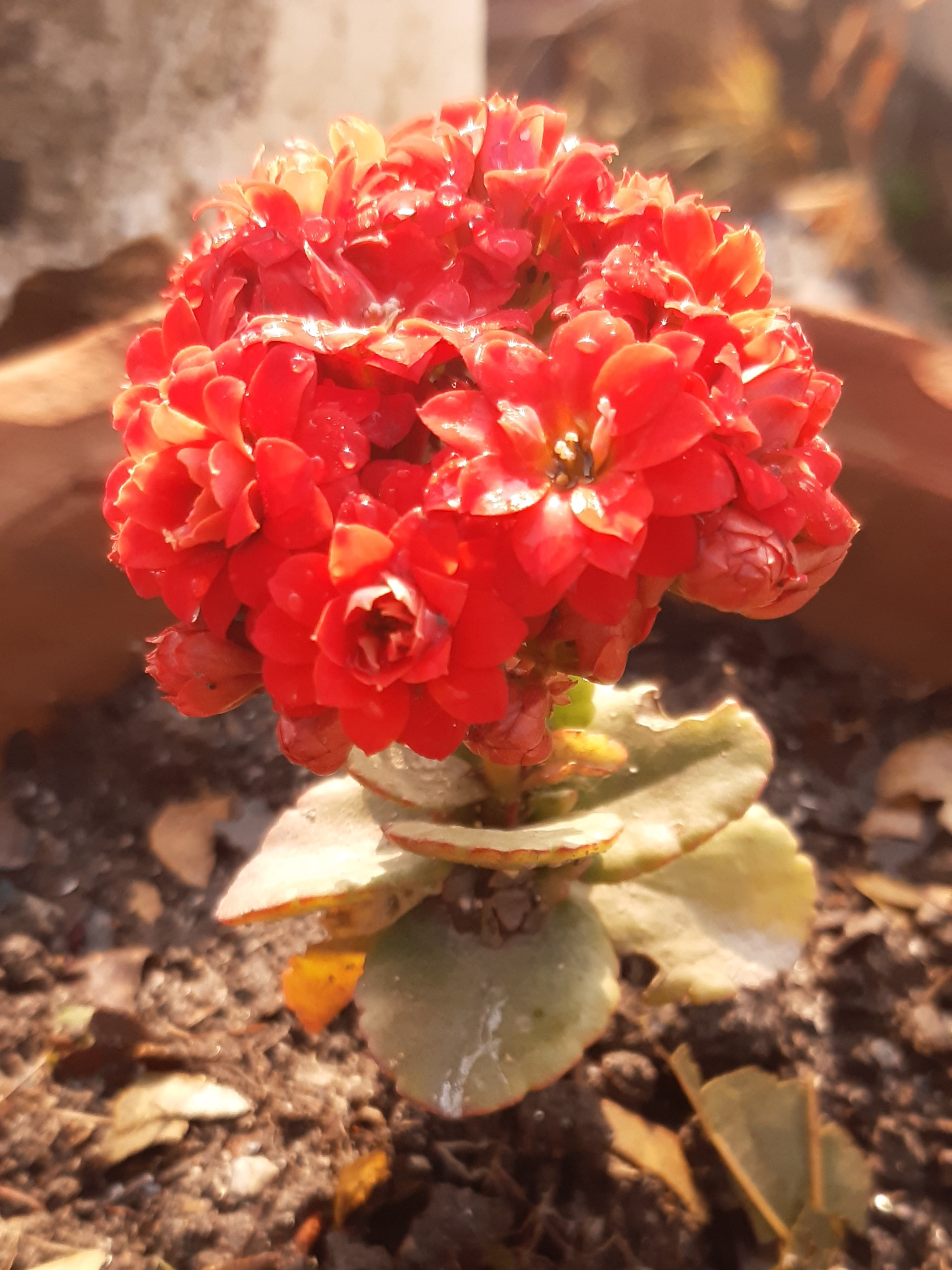
Kalanchoe blossfeldiana

Kalanchoe blossfeldiana és una espècie de planta suculenta del gènere Kalanchoe, que pertany a la família Crassulaceae.

## Descripció
És una planta herbàcia perenne suculenta, glabra, amb fulles de color verd fosc que arriben en cultiu a una alçada d'uns 33-35 cm (fins a 50-60 cm d'alçada en l'hàbitat natural).
És una planta d'interior molt venuda i popular, de flors vermelles brillants i vives que duren setmanes i poden induir-se a florir a l'hivern, però poques vegades es veu en la seva forma original, havent estat substituïda per diverses formes millorades.
Les tiges són erectes, de 20 a 50 cm d'alçada.
Les fulles són el·líptiques, ovades-oblonges a obovades-espatulades, de 3 a 10 cm de llargada, simples, gruixudes, carnoses, ceroses, brillants, de color verd fosc, els marges crenats (fistonats) o gairebé sencers sovint vermells, àpex obtús o gairebé agut i disposat de manera oposada/suboposada. Les fulles es mantenen verdes durant tot l'any, però es poden tenyir de vermell quan s'exposen a la llum directa durant un període prolongat. Les venes poden ser molt difícils de veure. Tot i que aquestes fulles gruixudes poden semblar força fortes, de fet són lleugerament fràgils i es trenquen fàcilment si es manipulen malament.
Les flors són nombroses, regulars, bisexuals, i típicament de color escarlata, tot i que els molts cultivars presenten variacions considerables en el color i l'hàbit. Les flors són petites, erectes, perfumades i regulars, agrupades en una densa terminal glabra, en cimes o corimbes d'entre 20 i 50, cada grup s'estén almenys 3 a 4 cm i sobresurt del fullatge.
Floreix principalment a finals d'hivern generalment de gener a abril, tot i que la floració es pot produir en qualsevol moment de l'any. La floració dura dos o tres mesos.

## Distribució
Espècie endèmica de Madagascar. Creix a terra d'humus als altiplans relativament frescos de les muntanyes Tsaratanana, on forma petits arbusts verticals. Es conrea àmpliament com a ornamental i sovint s'escapa en terres sense conrear del sud dels EUA (Florida) i a les illes de l'oceà Índic.

## Cultiu
La Kalanchoe blossfeldiana és molt fàcil de cultivar i és gratificant com a planta d'interior. L'hàbit de creixement vertical i molt ramificat i la tolerància a les condicions de baixa humitat la fan també ideal per a l'ús de cobertura, rocalles, jardineres i testos. Es pot avançar la floració estimulant-la amb fotoperíodes molt curts.
Advertiment: parts de Kalanchoe blossfeldiana són verinoses si s'ingereixen. Tots els membres de Kalanchoe són tòxics per al bestiar, les aus i els animals petits. Els gossos semblen ser especialment sensibles als efectes cardiotòxics de Kalanchoe.

## Taxonomia
Kalanchoe blossfeldiana va ser descrita per Karl von Poellnitz (Poell.) i publicada a Repertorium Specierum Novarum Regni Vegetabilis 35(918/927): 159. 1934.

### Etimologia
Kalanchoe: nom genèric que deriva de la paraula cantonesa "Kalan Chauhuy", 伽藍菜 que significa 'allò que cau i creix'.
blossfeldiana: epítet atorgat en honor del jardiner alemany Robert Blossfeld, que la va popularitzar a Europa.

### Sinonímia
- Kalanchoe globulifera var. coccinea H. Perrier